# Scomberomorus munroi
Scomberomorus munroi és una espècie de peix de la família dels escòmbrids i de l'ordre dels perciformes.

## Morfologia
Els mascles poden assolir els 104 cm de longitud total i els 10,2 kg de pes.

## Distribució geogràfica
Es troba al nord d'Austràlia (des d'Austràlia Occidental fins a Nova Gal·les del Sud) i al sud de Papua Nova Guinea (des de Kerema fins a Port Moresby).